# Popurrí (flores)
Este artículo es sobre plantas y flores; para otros significados véase Popurrí.

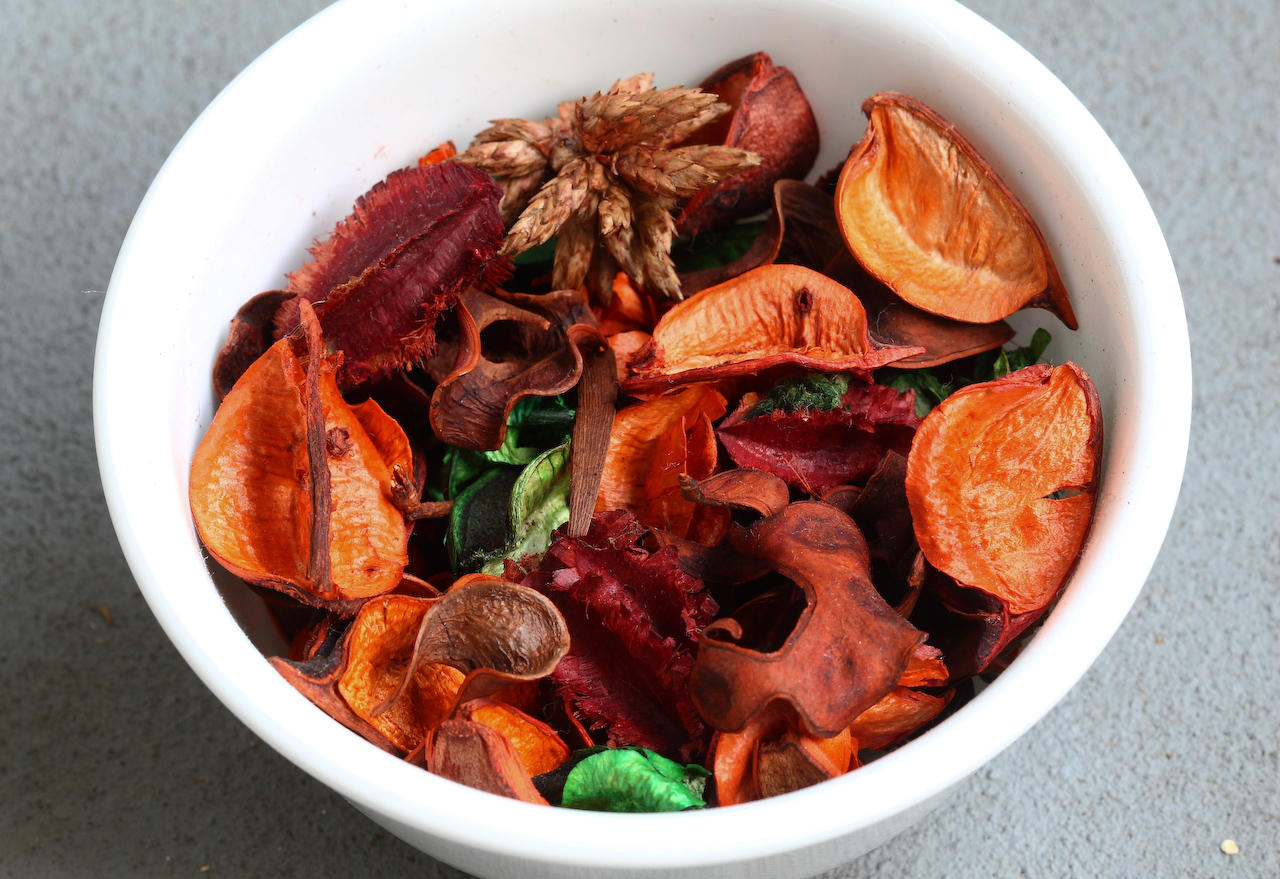
Popurrí.

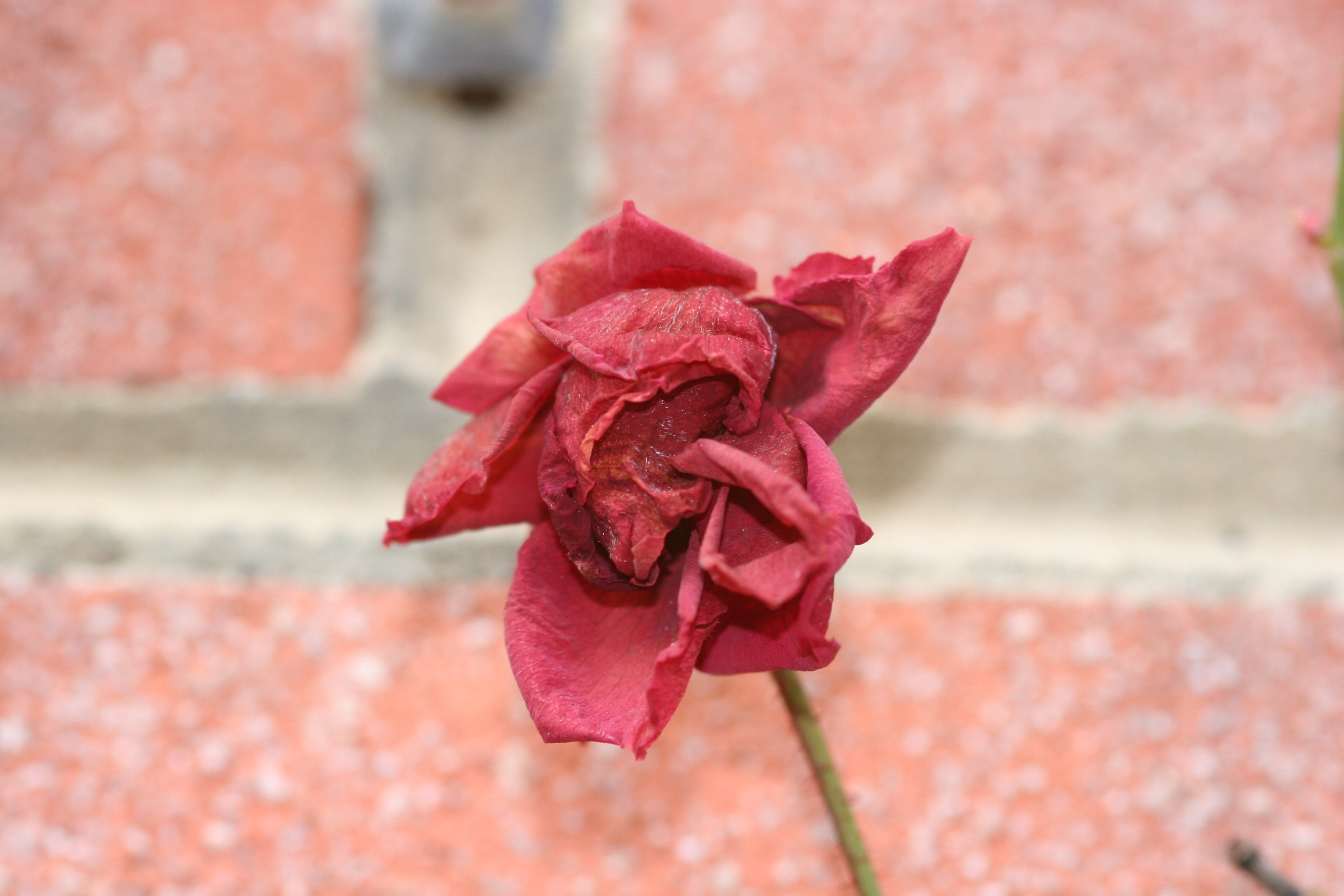
Rosa marchita. Las flores secas son un componente común de los popurrís.

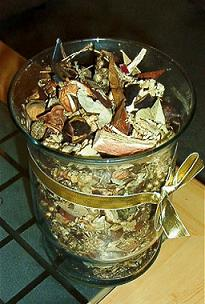
Popurrí en recipiente de cristal.

Un popurrí es una mezcla de flores y especias naturales secas destinada a perfumar habitaciones. Normalmente se coloca en tazones de madera o cerámica, o en pequeñas bolsas de tela.
Las plantas más utilizadas en los popurrís tradicionales incluyen:
- Virutas de madera de cedro
- Virutas de madera de ciprés
- Virutas de madera de cedro de California
- Virutas de madera de junípero
- Hojas y flores de lavanda
- Hojas y flores de reseda
- Piñas o piñones de coníferas
- Flores, escaramujos o aceite de rosa
- Corteza de canela
- Orégano
- Flores o aceite de jazmín

Muchos popurrís modernos contienen cualquier tipo de madera seca con formas decorativas, coloreada con pigmentos artificiales e impregnada de una esencia que no necesariamente debe guardar relación con la planta seleccionada. A veces se añaden otros objetos a las plantas para acentuar su efecto y darles una nota más estética. También es posible pulverizarlos con esencias, pero es necesario el uso de un fijador para favorecer la absorción de la sustancia. Generalmente se usan raíces de una especie de iris para este propósito. A mitad del proceso de preparación el aroma es desagradable pero pasado cierto tiempo comenzará a mejorar.
En la fabricación de cerámica, un recipiente para popurrí es un contenedor fabricado para albergar dentro de sí esta mezcla aromática; en los diseños tradicionales este contenedor está provisto de una tapa con agujeros por los cuales se libera lentamente la fragancia.

## Origen del término
La palabra popurrí deriva del término francés pot-pourri, nombre francés de un guiso español con una amplia variedad de ingredientes llamado "olla podrida" (especialidad de la ciudad de Burgos). La palabra ya era usada en el siglo XVII para referirse a una mezcla de elementos sin relación aparente, o de objetos diversos. En el siglo XIX, en Francia el pot-pourri se refería también a la mezcla de piezas musicales, a la mezcla de flores aromáticas secas para perfumar interiores y a la pieza de cerámica que lo contiene.